# Petit-Landau
Petit-Landau là một xã ở tỉnh Haut-Rhin trong vùng Grand Est ở đông bắc Pháp. Xã này có diện tích 17,51 km², dân số năm 1999 là 685 người. Khu vực này có độ cao 229 mét trên mực nước biển.
Thị trấn nằm dọc theo Grand Canal d'Alsace.